# チャック・バリス
チャック・バリス（Chuck Barris、1929年6月3日 - 2017年3月21日）は、アメリカ合衆国のゲーム番組制作者、プロデューサー、司会者。 『ザ・ゴングショー』の司会者を務め、『The Dating Game』と『Newlywed Game』を制作したことで知られる。 またフレディ・キャノンのヒット曲「パリセイズ・パーク」を作詞作曲したソングライターでもあり、ジョージ・クルーニーが監督した映画『コンフェッション』（2002年）は彼の同名の自叙伝（原題: Confessions of a Dangerous Mind）を原作としている。

## 生い立ち
1929年6月3日、歯科医の父ナサニエル・バリスと母エディス（旧姓コーエン）の息子としてペンシルベニア州フィラデルフィアに生まれる。1953年にドレクセル大学を卒業、同校の学生新聞「The Triangle」のコラムニストを務めていた。

## 経歴
テレビマンとしてまず、ニューヨークのNBCの見習いとして、後に正規従業員としてスタートを切った。NBCでの勤務後、ABCで一般事務、音楽番組『アメリカン・バンドスタンド』のスタッフとして働くようになった。レコードやテレビ向けにポップミュージックをプロデュースし、フレディ・キャノンがレコーディングした「パリセイズ・パーク」はBillboard Hot 100で1962年23日から30日の2週に亘り最高位3位となりキャノンにとっても最大のヒット曲となった。また、自身のゲーム番組に使用する音楽を単独で、或いは共作で書いた。
バリスはロサンゼルスのABCで昼番組の部署に昇進し、ABCが放送する番組を決定する責任者となった。彼は上司にプロデューサーや制作会社によるクイズ番組のコンセプトのレベルは、バリス自身のアイデアより劣ると進言した。
1965年6月14日、自身の製作会社チャック・バリス・プロダクションを設立。1965年、ABCで最初のゲーム番組制作となった『The Dating Game』を成功させた。ジム・ラング司会のこの番組は、3人の独身男性または独身女性が彼らの視界から遮られた異性の出場者の好意を得るために競い合うというもの。参加者のセクシーなジョークと「フラワーパワー」をモチーフにしたスタジオセットは、ゲーム番組として革命的であった。その後の15年間で11シーズン放送され、1980年代と1990年代に2回ずつ復活した。
翌年、当初はニック・ニコルソンとE・ロジャー・ミュアーによって、やはりABCのために制作された『The Newlywed Game』を開始。新婚カップルのユーモラスな率直さと司会のボブ・ユーバンクスの意味ありげな質問の組み合わせにより、この番組もバリスにとってもう一つのヒット作となった。彼の会社が製作した番組の中でも最も長く続いており、テレビ、ネットワーク、シンジケーションを通じて初回から合計19年間放送され続けた。GSNはシェリー・シェファードによる最新バージョンを放送している。2009年8月1日、NPRの番組「Wait Wait... Don't Tell Me!」のインタビューで、バリスは『The Newlywed Game』は彼が生み出した中でも最も簡単な番組だと語った。「私が必要としたのは4組のカップル、8つの質問、洗濯乾燥機だけだった。」
1960年代のABCと1970年代のシンジケーションのために他にも何本か短命のゲーム番組を製作した。これらはすべて共通のテーマを元に展開された。通常ゲームは参加者の興奮、弱点、困惑、怒りから、その関心（および多くの場合ユーモア）を導き出す。バリスはまた、ABCのUSOのキャンプショーに類似した軍事基地で上演されるバラエティ番組『Operation: Entertainment』、『Your Hit Parade』のCBSでのリバイバル、歌手ボビー・ヴィントンのためのカナダに拠点を置くシンジケートのバラエティ番組『The Bobby Vinton Show』（クリス・ビアードとアラン・ブライがプロデュース）、など長年に亘りゲーム以外のフォーマットの試みを行なった。

### ザ・ゴングショー
やや恥ずかしがり屋のバリスはカメラの前にはほとんど登場せず、かつて『The New Treasure Hunt』のセットに飛び乗りジェフ・エドワーズにパイを投げ付けたことがある程度だった。しかし1976年、テレビプロデューサーのクリス・ビアードと提携してパッケージ化した、冗談才能発掘番組『ザ・ゴングショー』のプロデューサー兼司会者としてバリスは有名人となった。この番組のカルト的人気は息が長かったが、NBC（1976年-78年）の2シーズンとシンジケーション（1976年-80年）の4シーズンしか放映されなかった。ケーブルテレビが普及する以前としては珍しい偉業としてゴングショーは1日に2度視る事が出来た。
当初NBCが予定していた司会者はジョン・バーバーであったが番組のコンセプトを理解しておらず、バリスのパロディーコンセプトとは真反対の正統な才能発掘番組と思い込んでいた。土壇場でバリスはバーバーを解雇、番組を救うために自身の番組の司会をするべきであるとのNBCの幹部の助言に従った。
冗談好きで会話の合間に手を叩いて強調する（最終的にはスタジオの聴衆が彼に加わった）威勢の良いパーソナリティや奇抜な言葉遣いは、流暢なプロの司会者とは対照的であった。バリスは型破りな小道具やカラフルで奇妙な服を着て調和の破壊に加担し、彼もまた番組のパフォーマーと化していた。ファンが「チャッキー・ベイビー」と名付けたバリスは、滑稽で時には荒々しいアマチュアパフォーマーや3人の審査員（レギュラーのジェイミー・ファー、ジェイ・P・モーガン、レックス・リード、アート・ジョンソンを含む）と完全に溶け込んでいた。
ある回では演目全てが当時人気のあった「愛のフィーリング」を歌う事で構成されていた。最も悪名高い出来事の1つは1978年のNBC版で、若い女性2人組がステージ上でゆっくりと思わせ振りに棒付きアイスキャンデーをしゃぶった行為である。当初見落とされていたもう一つの事件は、「ジーン・ジーン・ザ・ダンシング・マシーン」のエピソードでジェイ・P・モーガンがゆっくりと服を脱ぎ、一瞬のサブセカンドショットでブラウスを広げてあらわにした裸の胸部が映ってしまっていた。
1980年、『The Gong Show Movie』を監督、自ら主演もしたが、採算は取れなかった。筋書きやアプローチはゴングショーの断片を多く持っていたものの、観客が期待していたよりも少し "zany"（ばかばかしい: バリスのもう一つのお気に入りフレーズ）であった。
『ザ・ゴングショー』は、その後4回に亘り復活している。1988年から89年にかけて同じタイトルで（ドン・ブルー司会）、2000年にはGSN（ゲーム・ショー・ネットワーク）から『Extreme Gong』のタイトルで、2008年には現在のフォーマット所有者であるソニー・ピクチャーズ・テレビにより（デイブ・アテル司会）、4度目は2017年にABCで放送され、ウィル・アーネットがプロデュースし、架空のイギリスの有名人「トミー・メイトランド」（マイク・マイヤーズ）が司会を務めた。

### 復活と挫折
バリスはABCが『Dating Game』と『Newlywed Game』を打ち切る1970年代半ばまで精力的に働いたが、担当するレギュラー番組は『The New Treasure Hunt』1本だけとなった。しかし、1976年の『ザ・ゴングショー』の成功は『Dating』と『Newlywed』の復活をもたらし、彼のシンジケーション帝国に新たに『The $1.98 Beauty Show』が加わった。また1978年2月から4月までという短命に終った、実態は競争を伴わないゴングの換骨奪胎であるNBCのプライムタイム・バラエティ番組『The Chuck Barris Rah-Rah Show』を司会。
別の制作番組、1979-80年の『Three's a Crowd』（3組の妻や秘書が、どれだけ夫や上司の事を知っているか競い合う）が立ち消えとなる中、再び帝国は崩壊した。この番組は故意に不倫を売り物にし、それが社会的規範であるが如く標榜していると訴える、激怒したフェミニストや社会保守的なグループの（正反対の2つの視点からの）抗議を引き起こした。ほとんどの放送局は、これらの批判への対応としてシーズンが終わる数ヶ月前にこの番組を打ち切った。同時に『Newlywed Game』はフォード・モーターとプロクター・アンド・ギャンブルからの提供を打ち切られ、ジャッキー・オートリーの怒りを買った。彼女の夫でビジネスパートナーのジーン・オートリーは、おそらく番組の非常にわいせつな内容のために所有するKTLAを番組のロサンゼルスにおけるネットと製作の拠点として提供していた。『Newlywed Game』のKTLAからの追放が間近になり、オートリーの気持ちは強固だったが、何らかの訴訟が起こる前にシンジケーターによって番組は中止された。1980年には成功を収めていた他のシンジケーション番組『ザ・ゴングショー』や『Dating Game』も『Three's a Crowd』・『Newlywed』の論争のあおりを受け終了した。
1980年の冬、バリスは彼のオリジナルでは無い、参加者が漫画風イラストに隠された物（トースターなど）を見つけるヒントとなる質問に答えるというクイズ番組『Camouflage』を復活させ立て直しを図った。議論を引き起こしそうにないフォーマットではあったが、シンジケーションではごく短期間しか続かなかった。1980年9月には、バリスは彼の会社の歴史上初めてプロダクションでの番組を1つも持っていなかった。
一年間の沈黙の後、1981年に元の1950年代のプロデューサーであるバッド・グラノフをパートナーとして『Treasure Hunt』を復活させた（番組自体はオリジナルの司会者ジャン・マレイによって制作された）。1970年代版と異なり、バリスは番組自体の制作には直接関与しなかった。この復活は週5日の放映で1年しか続かなかった。
この時期バリスはフランスで過ごし、1984年に戻って来るとバリス・インダストリーズを設立。ベル＝エアー・プログラム・セールス（後にバリス・プログラム・セールス）と言う番組販売代理店と、クラリオン・コミュニケーションズ（後にバリス・アドバタイジング・セールス）と言う広告代理店を立ち上げた。1984年にABCで（ジム・ラング司会の『The Dating Game』と抱き合わせで）『The Newlywed Game』を1週間テスト放送した後、1985年から1989年までオリジナルの司会者ユーバンクス（1988年にはコメディアンのポール・ロドリゲス）を起用した『New Newlywed Game』と題した帯の『Newlywed Game』をシンジケーションで製作した。翌年『The Dating Game』がシンジケーションに戻り、3年間続いた。初年度はエレイン・ジョイスが、次の2年間はジェフ・マクレガーが司会を務めた。1988年には『ザ・ゴングショー』もドン・ブルーの司会で1シーズン復活した。 これらの番組はABCの『The Newlywed Game』の1週間試用を除き、すべてネットワークではなくシンジケーションで放映された。
1987年、バリスはバリス・インダストリーズの持株をバート・シュガーマンに売却し、フランスに戻ると自身の会社に直接関与しなくなった。1988年、バリス・インダストリーズはグーバー＝ピーターズ・カンパニーを買収。1989年9月7日、バリス・インダストリーズはグーバー＝ピーターズ・エンターテインメント・カンパニーに改名された。関わっている番組が終了した後、ソニー・ピクチャーズ エンタテインメントがコロンビア・ピクチャーズ・エンタテインメントを買収した翌日の1989年9月29日、グーバー＝ピーターズ・エンターテインメント（旧バリス・インダストリーズ）を2億ドルで買収した。ソニーは1996年から1999年まで『The Dating Game』と『Newlywed Game』を復活させた。またソニーは1998年に『ザ・ゴングショー』をゲーム・ショー・ネットワーク（GSN）の独自製作による『Extreme Gong』として復活させた。同様に『Three's a Crowd』もGSNオリジナルの『All New Three's a Crowd』として復活した。『Extreme Gong』が終了して数年後、ソニーは再び元々のタイトルとフォーマットを用いてThe WBで復活させる予定であったが、実現はしなかった。2008年、ソニーとMTVネットワークスのコメディ・セントラルが協力し、『The Gong Show with Dave Attell』として3回目の『ザ・ゴングショー』復活を実現させ、2008年7月から9月までコメディ・セントラルで販売・放映された。
彼自身のオリジナルではなかった古いゲーム番組を復活させようとするもう一つの試みは、ボブ・ユーバンクス司会の1950年代のゲーム番組『Dollar a Second』の不採用のパイロット版をもたらした。少なくとも1度はGSNに公開されており、以来コレクター品の一つとなっている。さらにもう2本の不採用のパイロット版は『Bamboozle』、『Comedy Courtroom』と呼ばれる。
2010年、長期間麻薬中毒と闘った末に1998年に死亡した一人娘について綴った『Della: A Memoir of My Daughter』を発表した。

## CIA
自叙伝『コンフェッション』（Confessions of a Dangerous Mind）で、バリスは1960年代と1970年代に中央情報局（CIA）の暗殺者として働いていたと主張している。ジョージ・クルーニー監督、サム・ロックウェル主演の2002年の映画版『コンフェッション』では、バリスが33人殺したことを描いている。2004年には続編となる『Bad Grass Never Dies』を執筆した。
CIAはいかなる立場においてもバリスが働いていたという事実は無いと否定している。映画の公開後CIAのスポークスマン、ポール・ノワックはバリスが諜報機関で働いたという主張は「ばかげていて、絶対に真実ではない」と述べた。
バリス自身は1984年、CIAの仕事に応募はしたが実際には働いてはおらず、『コンフェッション』は仮にCIAに入っていたら自分の人生がどうなっていたかを想像した産物であると認めている。

## 私生活と死去

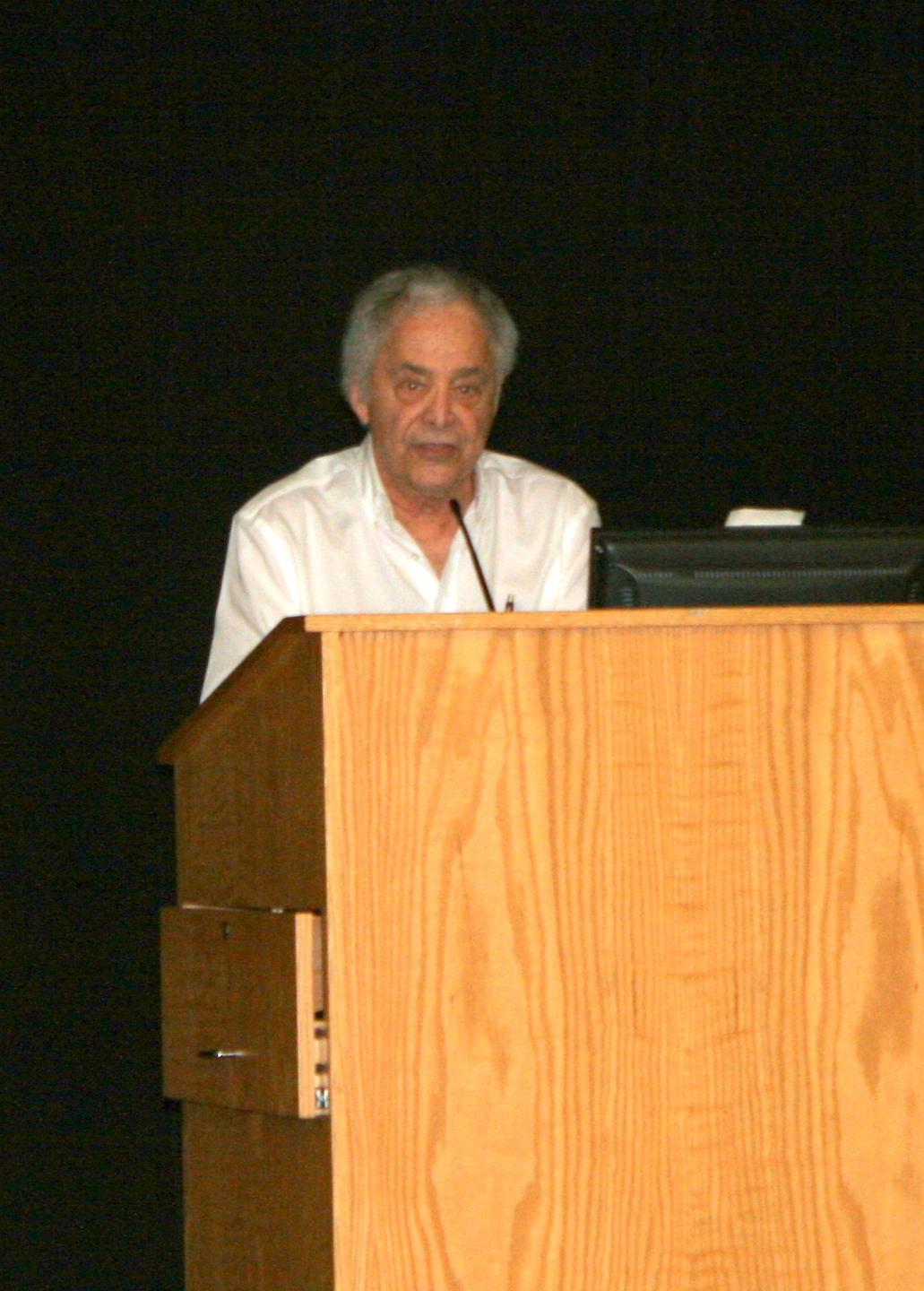
2010年、ドレクセル大学にて

最初の妻はCBSの創設者の一人の姪であるリン・レヴィーであった。この結婚は1957年から1976年まで続いた後、離婚という結果に終わった。2人の間には時おり『ザ・ゴングショー』にも登場したデラという1人娘がいた。デラは1998年にアルコールとコカインの過剰摂取により36歳で死去した。死亡時にはHIV陽性でもあった。1980年、23歳年下のロビン・アルトマンと結婚。この結婚もまた1999年に離婚という結果に終わった。その翌年、メアリー・クラゲットと結婚。
1990年代に肺癌と診断される。肺の一部を切除する手術を受けた後、感染症に罹り1ヶ月間の集中治療を受けた。
2017年3月21日、妻のメアリー・クラゲットと暮らすニューヨーク州パリセードの自宅で老衰により死去、87歳であった。

## 番組
- 『The $1.98 Beauty Show』
- 『Bamboozle』（不採用のパイロット版）
- 『The Bobby Vinton Show』
- 『Camouflage』
- 『The Chuck Barris Rah-Rah Show』
- 『Comedy Courtroom』（不採用のパイロット版）
- 『Cop Out』（不採用のパイロット版）
- 『The Dating Game』
- 『Dollar a Second』（不採用のパイロット版）
- 『Dream Girl of '67』
- 『The Mama Cass Television Show』（ABCスペシャル、1969年）
- 『The Family Game』
- 『The Game Game』
- 『ザ・ゴングショー』
- 『How's Your Mother-in-Law?』
- 『Leave It to the Women』
- 『The Newlywed Game』
- 『Operation: Entertainment』
- 『The Parent Game』
- 『People Pickers』（不採用のパイロット版）
- 『Three's a Crowd』
- 『The New Treasure Hunt/Treasure Hunt』
- 『Your Hit Parade』（CBS、1974年）

## ディスコグラフィ
バリスが作曲して45回転レコードでリリースした曲。 アスタリスク（*）の付いた曲はバリスの作曲では無いが、録音には参加している。
- 「Too Rich / I Know A Child」（Capitol Records）
- 「Baja California / *Donnie」（Dot Records）
- 「Why Me Oh Lord / Sometimes It Just Doesn't Pay To Get Up」（MCA Records）

以下の曲も作曲している（最初の演奏者がそれぞれにリストされている）。 最初の2曲は "Swan" から45回転レコードでリリースされ、3曲目は "Decca" からLPレコードでリリースされた。
- 「Summertime Guy」（エディー・ランボウ（英語版）、インストルメンタル版が『The Newlywed Game』のテーマ曲になった。）
- 「Palisades Park」（フレディ・キャノン（英語版））
- 「Love Sickness」（ミルトン・デラッグ（英語版））

1973年、テレビのクイズ番組の音楽を収めたLP『Chuck Barris Presents Themes From TV Game Shows』をリリース（Friends Records）。 すべてインストルメンタル曲で、トム・スコット、マイク・バローン、デイル・オーラーにより編曲されている。 LPジャケットの裏に記載されている曲は以下のとおり。
Side 1
- "Dating Game Theme" (January/CBP Music, Inc. BMI Chuck Barris/David Mook)
- "Dating Game Closing Theme" (Little Rosie)
- "Newlywed Game Theme"
- "Treasure Hunt Theme"
- "True Grit - Winners Theme" (Bernstein) Famous Music ASCAP
- "Treasure Hunt Losers Theme"
- "People Pickers Theme" (Pretty Maidens)

Side 2
- "Operation Entertainment Theme" (Road Of Love)
- "Family Game Theme" (Too Rich)
- "Cop-Out Theme" (Little Russian Song)
- "Mother-In-Law Theme" (Mother Trucker)
- "Parent Game Theme" (Baja California)
- "Dream Girl Theme" (Hunk Of Love)

## 著作
- 『You and Me, Babe』（1974年）
  - 『青春の挽歌』（1975年、武富義夫翻訳、全国書誌番号:75025889、ASIN B000J94UEE）
- 『Confessions of a Dangerous Mind』（1984年）
  - 『コンフェッション』（2003年、雨海弘美翻訳、ISBN 978-4-042-91901-8）
- 『The Game Show King』（1993年）
- 『Bad Grass Never Dies』（2004年）
- 『The Big Question』（2007年）
- 『Who Killed Art Deco?』（2009年）
- 『Della: A Memoir of My Daughter』（2010年）

## CD
- Confessions of A Dangerous Singer（ドーモレコード、2003年）[18]
- Confessions of a Dangerous Mind（ドーモレコード、2003年）[19]